# Business.com
Business.com es una empresa de Internet que ofrece servicios de búsqueda y de directorio web. La oficina central de Business.com, Inc se encuentra en la ciudad de Santa Mónica, California. Fue fundada en 1999 por Jake Winebaum, quien fuese el anterior jefe de Walt Disney Internet Group y Sky Dayton, empresa fundadora de EarthLink.
Los resultados de búsqueda de Businees.com son una combinación de categorías sugeridas, enlaces patrocinados desde el directorio de Business.com y parte del texto encontrado en su base de datos (que proviene desde Google). El índice del directorio de Business.com es generado por un grupo de expertos de las diversas industrias y ramas del conocimiento, conteniendo cerca de 400 mil listas con cerca de 65 mil subcategorías de productos, industrias y servicios
.
Los resultados de las búsquedas son precedidos por cuatro tipo de enlaces patrocinados:
- Suggested Categories (sugerencia de categoría), del índice general.
- Featured Listings (listas destacadas), las páginas mejor clasificadas.
- Sponsored Links (enlaces patrocinados)
- Listings (listados), que pueden no contener el texto de la búsqueda, pero posee cualquier palabra que se encuentre en la página de resultado.

Las categorías sugeridas incluyen textos provenientes de otros listados que se asemejan al tópico que se está buscando. Dependiendo del tema, una búsqueda puede retornar tan solo un enlace patrocinado, previniendo la búsqueda de resultados en las páginas webs tradicionales (búsqueda tradicional). Por ejemplo, una búsqueda para lemon car puede retornar solo resultados pagados o patrocinado para automóviles, leyes de siembra de limones, historial de vehículos, etc., pero no realizará la búsqueda en Internet.
A partir de 2006, la página de Business.com pone el logo y la leyenda de Google "Web Results powered by Google" cuando los resultados de la búsqueda proviene desde ese buscador. Sin embargo, dependiendo del tema, algunas búsquedas como el ejemplo anterior, nunca son solicitadas a Google.
En octubre de 2006, Business.com lanzó Work.com, un sitio con guías para los pequeños empresarios.